# Icograda
La Fondation Icograda a été établie le 27 avril 1963 par l'International Council of Graphic Design Associations (Icograda). Elle agit en faveur du développement de la prise de conscience du design et de son enseignement au travers de l'usage effectif du design graphique.
La fondation Icograda est une limited company by guarantee, en Angleterre, enregistrée sous le no 100388, et également enregistrée au sein de la Charity Commission pour l'Angleterre et le Pays de Galles. Elle recueille des donations de commanditaires, de particuliers, des legs et des revenus de diverses actions lucratives.
La date anniversaire de la fondation est marquée chaque année (depuis 1995) par le World Graphic Design Day (Journée mondiale du design graphique).